# Ulica Korkowa w Warszawie
Ulica Korkowa – warszawska ulica na Marysinie Wawerskim, rozpoczynająca się przy ulicy Płowieckiej, a kończąca przy ulicy Wspólnej. Znajdują się przy niej domy (w tym zabytkowe obiekty), bloki mieszkalne oraz lokale usługowe (w tym gastronomiczne). Wzdłuż większości ul. Korkowej rosną drzewa, co nadaje jej charakter alei.

## Przebieg i ruch uliczny
Ulica Korkowa jest ważnym ciągiem komunikacyjnym w Wawrze i jednocześnie osią Marysina Wawerskiego, dzieląc go na północną i południową część. Zaczyna się od skrzyżowania z ulicą Płowiecką na wschód od ronda Ignacego Mościckiego, kończy zaś na granicy z dzielnicą Wesoła. Po drodze krzyżuje się m.in. z ul. Kościuszkowców, ul. Rekrucką i ul. Łysakowską.
Ulica Korkowa na całej długości jest dwukierunkowa i jednojezdniowa z wydzielonymi w kilku miejscach pasami do skrętów. Nie powstały wzdłuż niej drogi rowerowe. Przebiegają przez nią trasy linii komunikacji miejskiej.

## Zabudowa
Na południe od ulicy Korkowej dominuje z kolei zabudowa jednorodzinna, pochodząca głównie z drugiej połowy XX wieku. Z kolei na północ zabudowę stanowią głównie bloki mieszkalne. Największe osiedle tego typu zostało wzniesione w latach 1964-1968 według projektu Bohdana Lewandowskiego i Teresy Kłębkowskiej. Składa się ono z 20 bloków, które w ostatnich latach zostały poddane odnowieniu i ociepleniu.
W ostatnich latach w miejsce zakładów przemysłowych zlokalizowanych przy wschodnim odcinku powstało również kilka nowych osiedli, z czego największymi są Osiedle Zielony Marysin i Osiedle przy Lesie. Budowa nowych osiedli i coraz prężniejszy rozwój tej części Wawra zaowocował również powstaniem licznych obiektów gastronomicznych i handlowych, z których największy jest sklep Kaufland oraz sąsiedni pawilon handlowy.
Ulica Korkowa graniczy z wieloma terenami zielonymi. Zaliczyć do nich można chociażby Las Rembertowski oraz Las Sobieskiego, którego częścią jest Rezerwat im. Króla Jana Sobieskiego. Sam rezerwat graniczy z cmentarzem, który przynależy do pobliskiej parafii św. Feliksa z Kantalicjo. Z wieży tego kościoła 15 września 1939 roku Adolf Hitler obserwował broniącą się Warszawę.